# Цел ам Зе
Цел ам Зе град је у Аустрији, смештен у западном делу државе. Значајан је град у покрајини Салцбургу, где је седиште истоименог округа Цел ам Зе.
Цел ам Зе је важно туристичко одредиште у аустријским Алпима, као идеалан спој планинског и језерског туризма.

## Природне одлике
Санкт Цел ам Зе се налази у западном делу Аустрије, на 380 км западно од главног града Беча. Главни град покрајине Салцбург, Салцбург, налази се свега 110 km северозападно од града.
Град Цел ам Зе се образовао у котлини језера Целер, чија се отока улива у реку Салцах пар километара јужније. Град и језерску котлину окружују Алпи. Насеље је историјско средишње области Лунгау. Надморска висина града је око 1.020 m, па је то највише окружно средиште у Аустрији.

## Становништво
Данас је Цел ам Зе град са око 9.500 становника. Последњих деценија број градског становништва опада због ограничења у ширењу града, па се стога шире предграђа.

## Галерија
- Поглед на Цел ам Зе преко језера Целер
- Главна пешачка улица
- Градски трг
- Светковина испред градске цркве

## Партнерски градови
- Фелмар